# 温哥华博物馆
温哥华博物馆（英語：Museum of Vancouver）位于加拿大不列颠哥伦比亚省温哥华的凡尼爾公園，是该市最古老的博物馆。该博物馆成立于1894年，于2009年将名称由Vancouver Museum更名为the Museum of Vancouver。它与麦克米伦航天中心（H. R. MacMillan Space Centre）合用一个入口，但博物館占据了绝大部分空间。

## 历史
该博物馆由温哥华艺术、历史和科学协会（AHSA）创建，成立于1894年4月17日，目的是培养“对生活中的美和精致的品味”。最初设于租用的Granville街 Dunn Building 的顶楼，举办的首次临时展览是“绘画和好奇心”

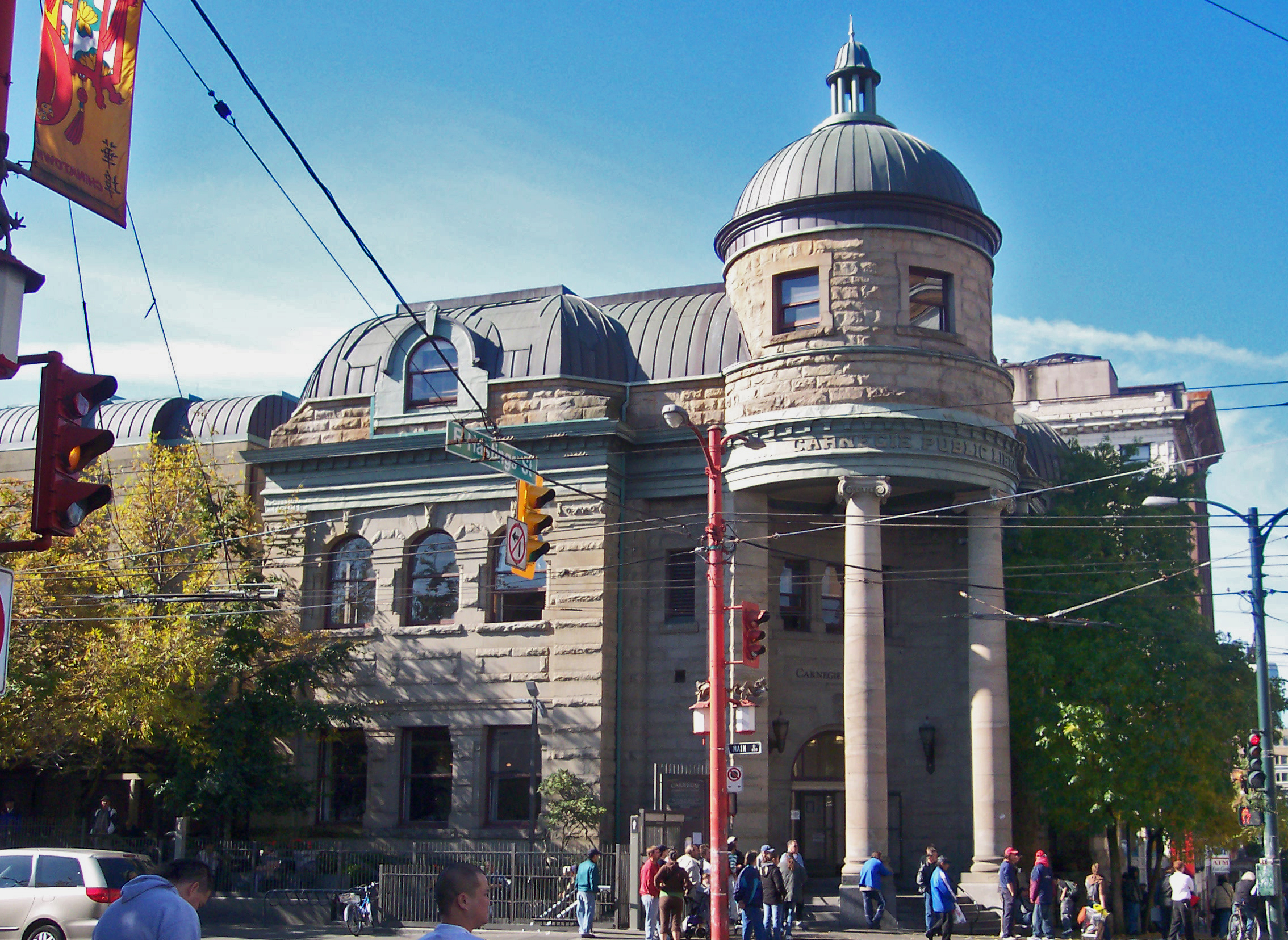
博物馆曾设于卡内基图书馆顶楼

随着藏品的增长，需要一个永久性的展出地点。1903年8月26日，与温哥华市议会达成协议，博物馆藏品的所有权将移交给市议会，以换取其提供合适的展出场地。 后者同意新的博物馆设在新建的卡内基图书馆的顶层。1905年4月19日，博物馆在此开幕。
在1915年至1925年之间，博物馆尝试在史丹利公園重建一个原住民村庄，未能成功，但是在公园留下的那些图腾柱仍然是温哥华最有名的旅游景点之一。
1957年，与博物馆共享卡内基大楼的公共图书馆搬到了布勒街的新楼，使博物馆的存储和展示空间翻了三倍。联邦和省为1967年联邦百年纪念活动提供了资金，目前的建筑于1968年10月向公众开放。从这时到1981年，称为百年博物馆（Centennial Museum）；此后又恢复为温哥华博物馆原名。
1972年，市议会放弃了对博物馆的控制权，成立了博物馆和天文馆联合会。1977年，该博物馆被联邦政府指定为A类文化机构。
2009年，该博物馆更名为the Museum of Vancouver，尝试将重点转移到温哥华，而不是最初目标中确定的不列颠哥伦比亚省的低地地区。

## 建筑

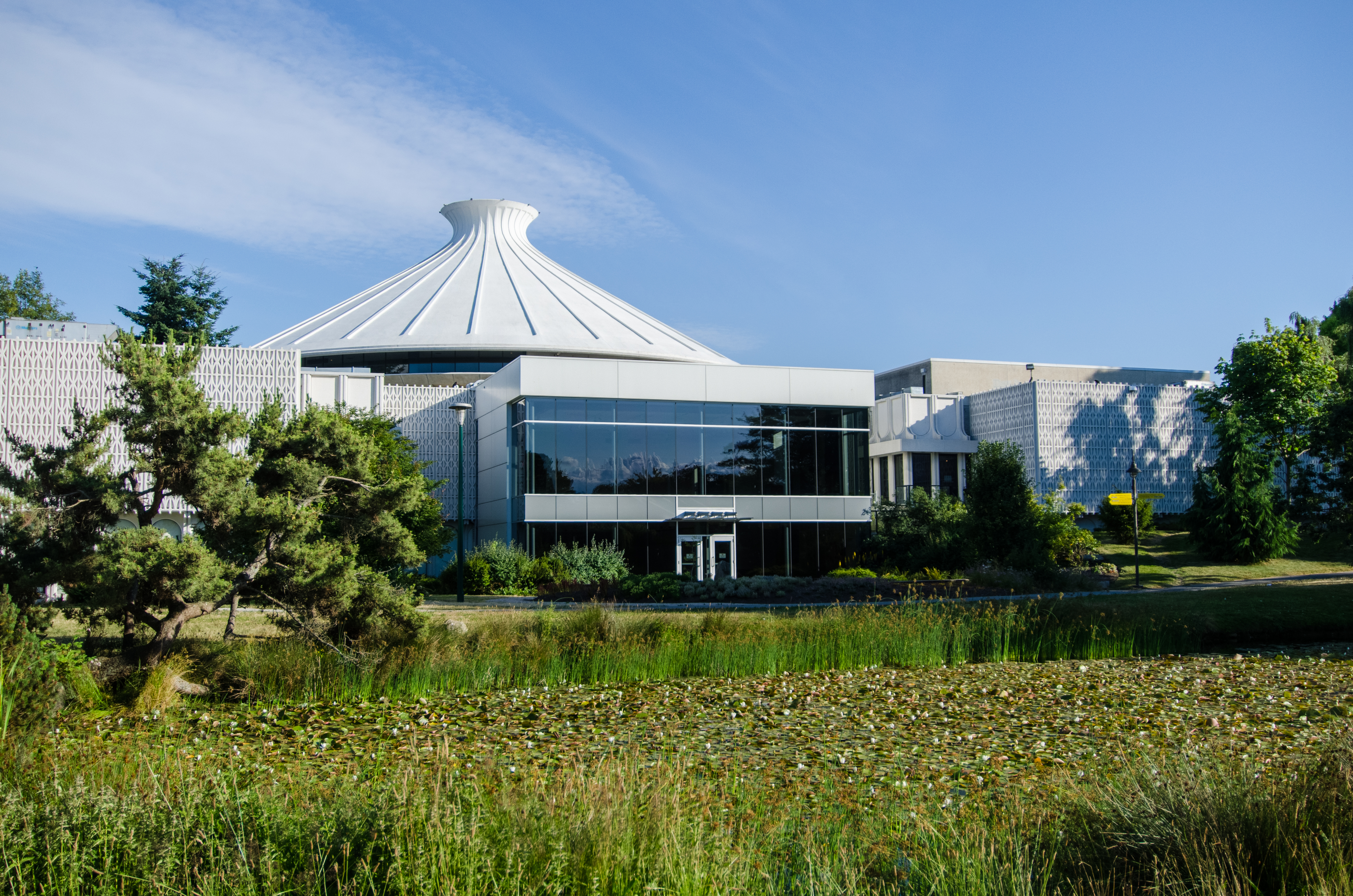
从范尼耶公园看温哥华博物馆

温哥华博物馆位于温哥华基斯兰奴社区（Kitsilano），该博物馆位于范尼耶公园（Vanier Park）的南端，栗树街（Chestnut Street）1100号。该公园是温哥华海事博物馆（Vancouver Maritime Museum）、Bard on the Beach、温哥华档案馆和温哥华音乐学院之间的连接绿地。
该建筑由建筑师格拉德·汉密尔顿（Gerald Hamilton）设计，建于1967年。他在1950年移居温哥华之前就读于利兹大学。汉密尔顿属于新形式主义建筑学派，是当时在温哥华最明显的支持者。
最初，该建筑原计划只容纳一个博物馆，但木材大亨麦克米伦（H.R. MacMillan）慷慨捐赠，于是在设计中要再纳入一个天文馆。结果，增加了独特的屋顶。在1990年代后期，天文馆更名为麦克米伦航天中心。
该建筑于1967年5月20日正式投入使用，雅丽珊郡主出席了仪式。
该建筑的设计似乎深受建筑师弗兰克·劳埃德·赖特作品的影响，与赖特于1956年设计，1961年建成的美国威斯康星州報喜希臘正教堂极为相似。该建筑被温哥华人视为标志性建筑，是温哥华最易辨认的建筑之一。最初建造时，它就被昵称为“溪边泰姬陵”，该建筑的设计似乎深受建筑师弗兰克·劳埃德·赖特作品的影响，与赖特于1956年设计，1961年建成的美国威斯康星州報喜希臘正教堂极为相似。该建筑被温哥华人视为标志性建筑，是温哥华最易辨认的建筑之一。最初建造时，它就被昵称为“溪边泰姬陵”，其特点是圆锥形的外形，和人行桥跨越的弯曲水池。

## 收藏

### 太平洋西北海岸原住民收藏
- 木雕（图腾柱）

### 亚洲文物
- 中国艺术品：从商代（公元前16-11世纪）到清朝（1644-1911），包括陶瓷（从汉朝到清朝）、钱币、牙雕、玉雕、漆器、鼻烟壶、纺织品和盔甲
- 日本文物：从室町时代（1392-1572）到明治时代（1868-1912），包括木刻版画、陶瓷、牙雕、纺织品，盔甲、刀剑、佛教和神道教的物品
- 印度、尼泊尔和西藏的石雕、木雕和青铜雕塑，纺织品和绘画
- 泰国青铜佛像、佛经、纺织品和陶瓷，12-20世纪
- 越南和柬埔寨的陶瓷

### 温哥华历史

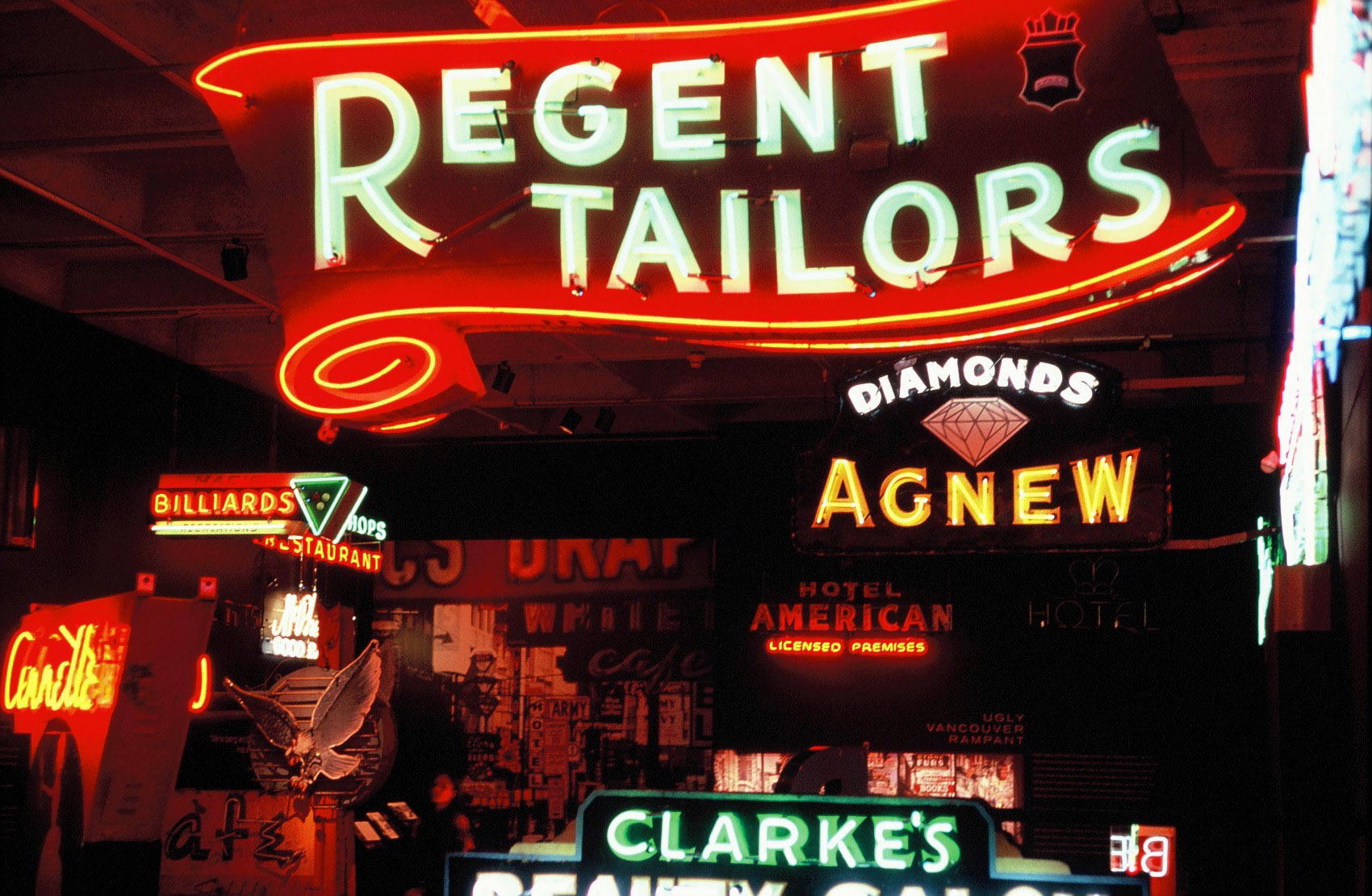
Neon Vancouver Ugly Vancouver

### 埃及文物
- 木乃伊男孩，1-3世纪
- 木乃伊鳄鱼、鹰和猫